# Fiat 132
De Fiat 132 is een personenauto in de hogere middenklasse, geproduceerd tussen 1972 en 1981 door de Italiaanse autofabrikant FIAT.

## Serie 1 (1972-1973)

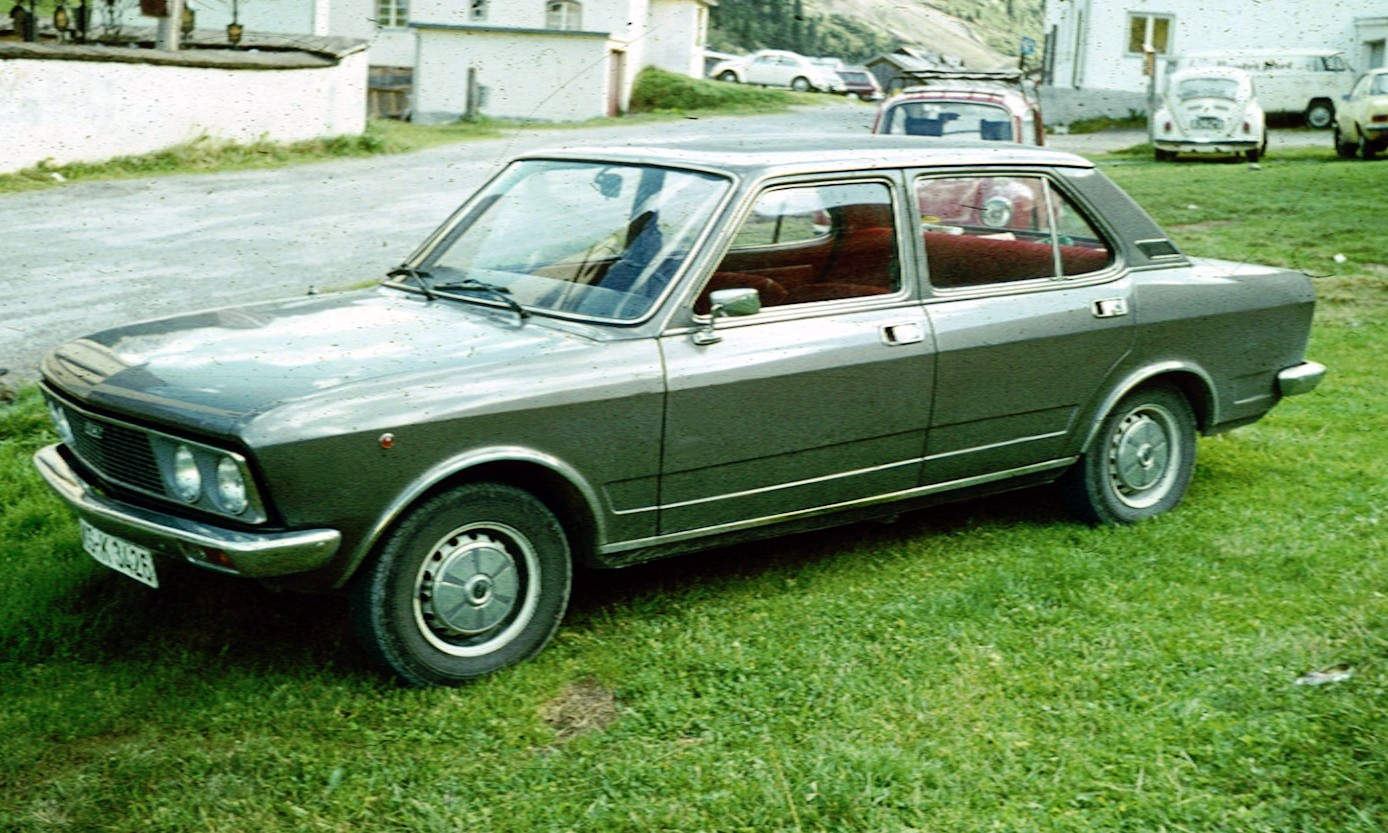
Fiat 132 (1972 - 1974)

De 132 was de opvolger van de Fiat 125 en had net als deze standaard motoren met dubbele bovenliggende nokkenassen, gekoppeld aan een handgeschakelde vijfversnellingsbak. Er was ook een automaat, afkomstig van General Motors leverbaar. Het ontwerp van de 132 leek op dat van de grotere Fiat 130 en de 132 was dan ook groter dan de auto die hij moest vervangen. De eenvoudige vormgeving werd niet door iedereen gewaardeerd en het weggedrag liet volgens de pers van toen ook nogal wat te wensen over.

## Serie 2 (1974-1977)

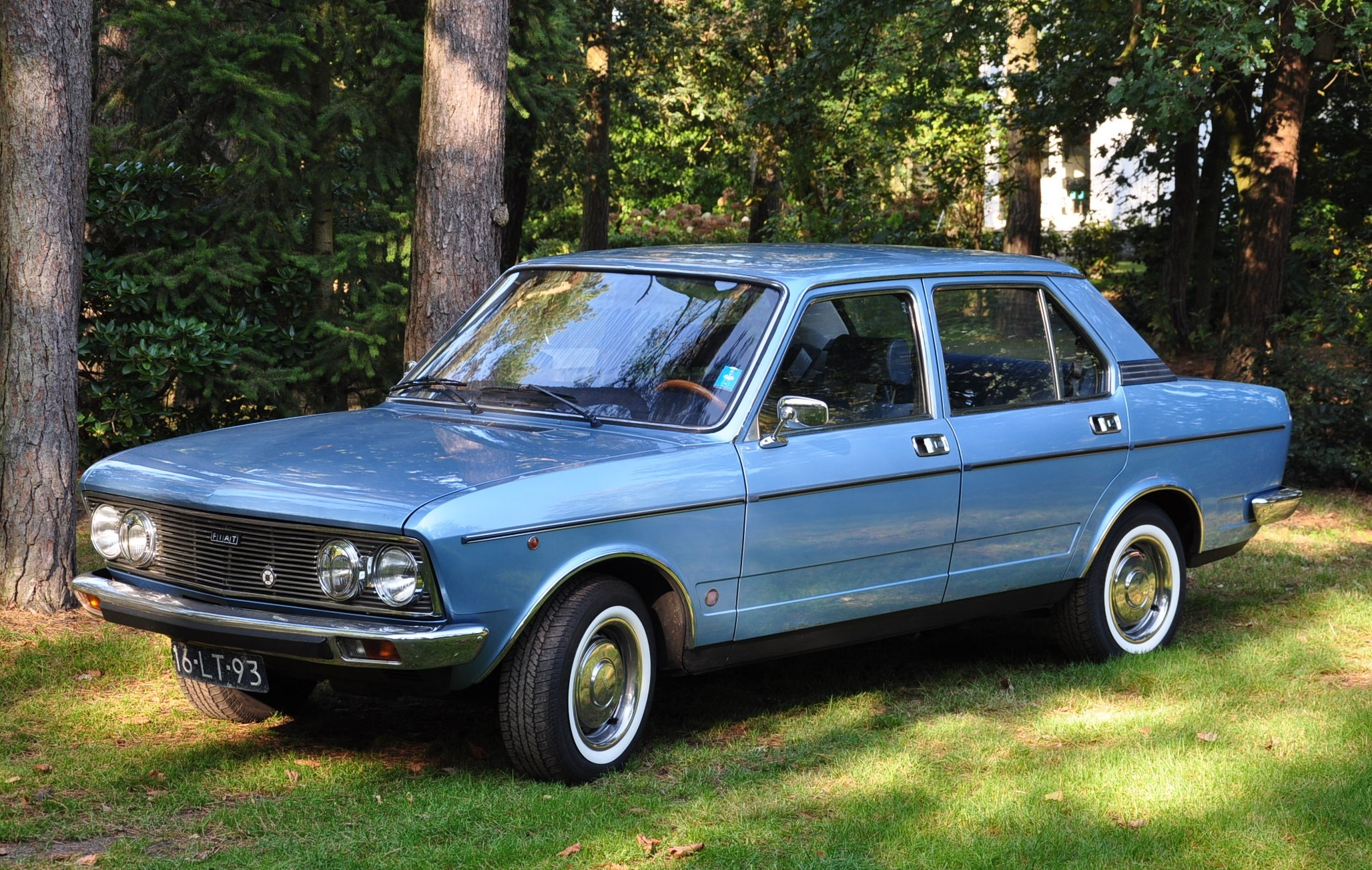
Fiat 132 GLS 1600 serie 2

Mede als gevolg van deze kritiek op de wegligging werd in januari 1974 de voorwielophanging gewijzigd en werden bredere banden en een nieuwe soort schokbrekers gemonteerd. Ook werd het design aangepast: de C-stijl kreeg een knik die lijkt op de 'Hofmeister-knik van diverse BMW's, vóór kwam een nieuwe grille en er werden nieuwe achterlichten gemonteerd. De 1,6-liter motor bleef onveranderd maar de 1,8-liter kreeg een aangepaste cilinderkop en carburateur, waardoor hij iets meer vermogen leverde. In het interieur kwamen nieuwe bekleding en deurpanelen, een nieuw stuurwiel en nieuwe bedieningsknoppen voor de verwarming en ventilatie.

## Serie 3 (1977-1981)

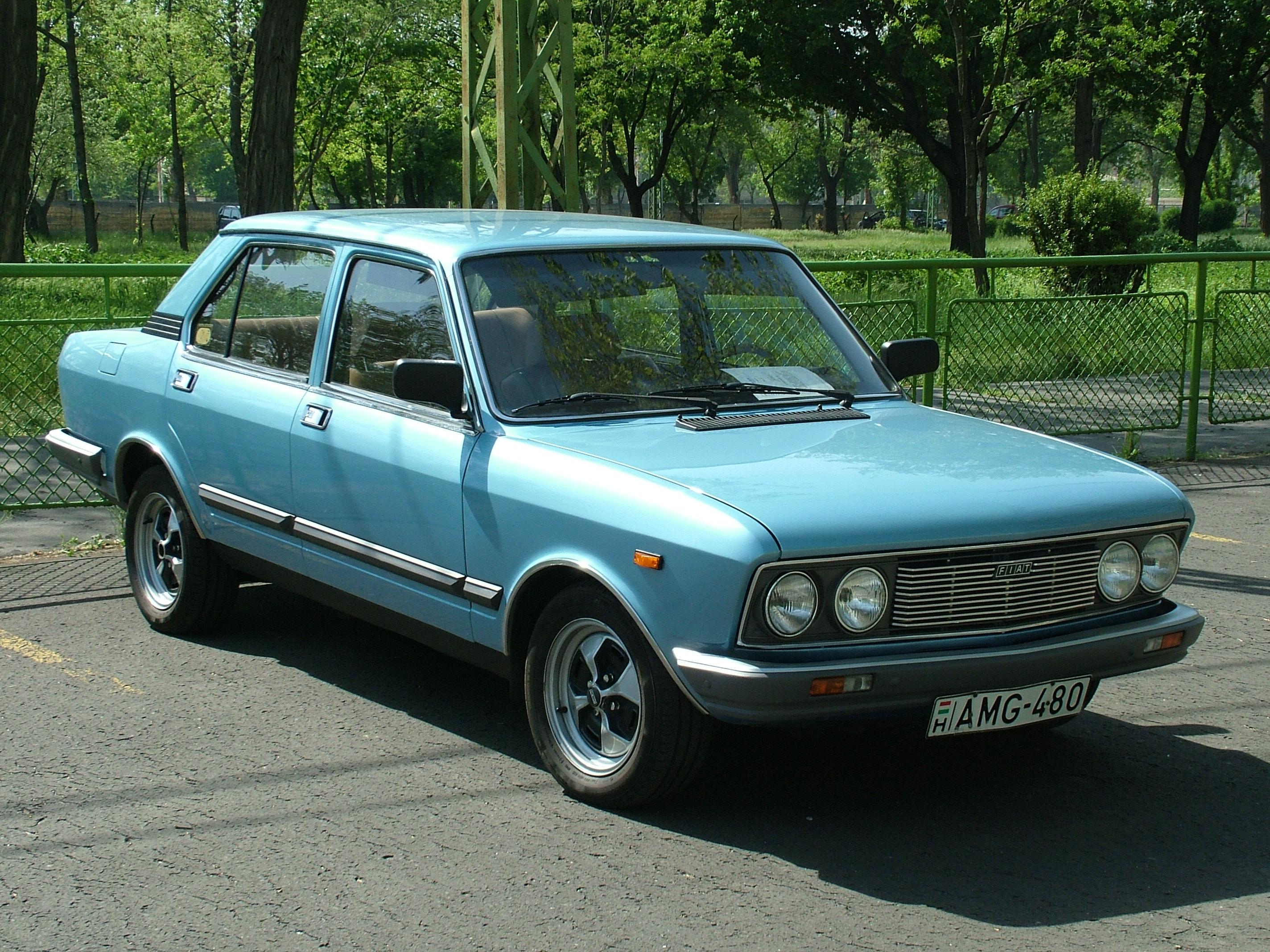
Fiat 132 2000, 1980

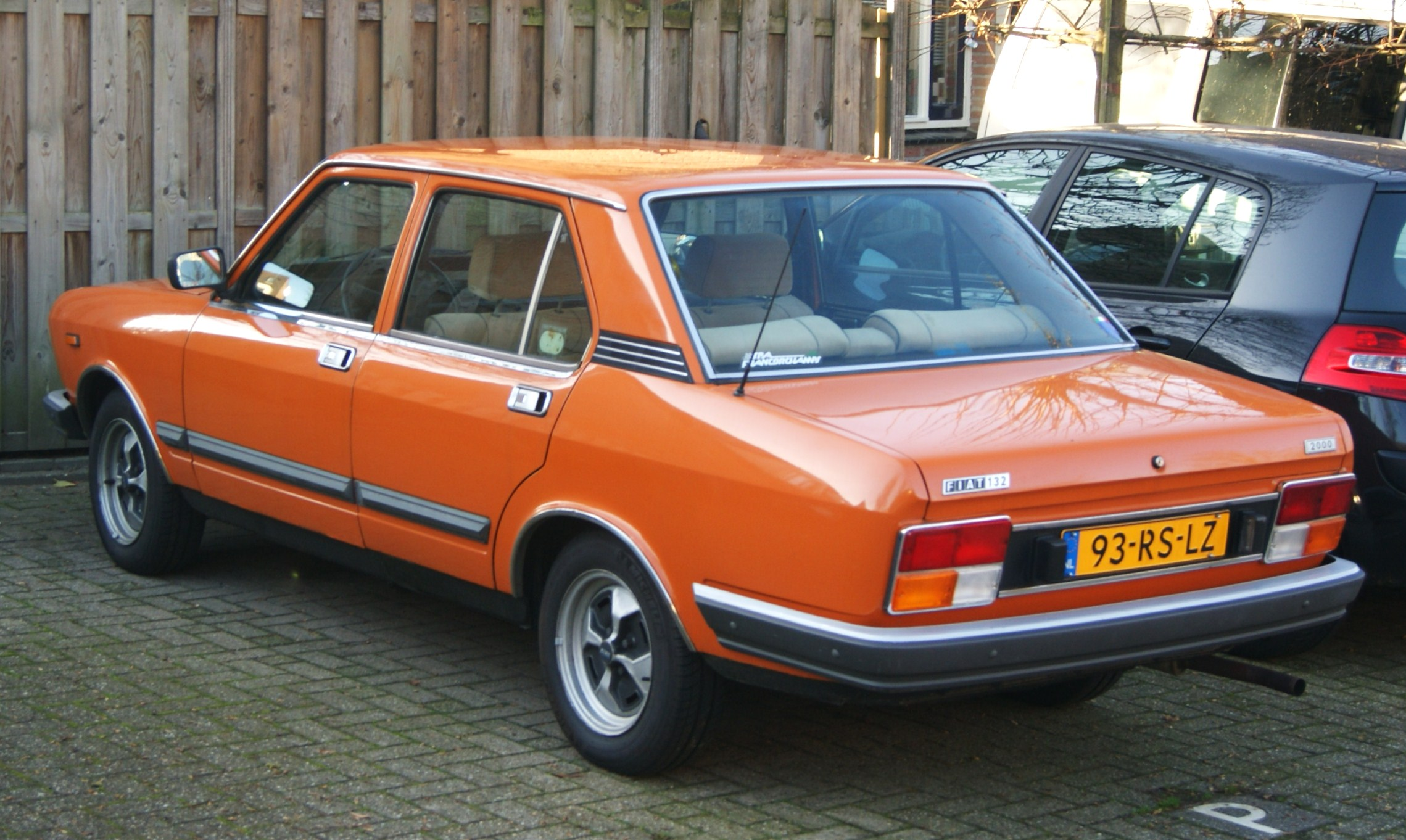
Achterzijde Fiat 132 2000, 1978

Een nieuwe facelift kwam in april 1977. De 132 werd uitgerust met nieuwe kunststof 'veiligheids'bumpers, een nieuw dashboard en andere bekleding. Bijzonder waren de acryl zonnekleppen die tegelijk aan de voorzijde en boven de voorportieren uit de hemelbekleding konden worden geschoven. De Fiat 130 was tegen deze tijd verdwenen uit het modellengamma van Fiat en de 132 was nu het grootst leverbare model.
De auto was leverbaar met zeven verschillende motoren: 
- 1,6-liter benzine van 98 pk
- 1,8-liter benzine van 107 pk
- 1,8-liter benzine van 111 pk
- 2,0-liter benzine van 112 pk (vanaf 1977)
- 2,0-liter benzine injectie van 122 pk (vanaf 1979)
- 2,0-liter diesel met 60 pk (niet in Nederland)
- 2,5-liter diesel met 72 pk (vanaf 1978)

In 1981 werd op basis van de 132 een nieuw model uitgebracht, de Fiat Argenta, dat voorlopig het laatste achterwielaangedreven model van Fiat zou zijn.

## Niet-Italiaanse productie
Vergeleken met de kleinere Fiat 124 is de 132 minder vaak buiten Italië geproduceerd.

### Seat 132
Het model werd tussen 1973 en 1982 ook in Spanje gebouwd door de toenmalige dochteronderneming Seat en kreeg de naam Seat 132 Er werden bijna 110.000 exemplaren gebouwd. De Seat 132 was verkrijgbaar met de 1600 en 1800 cc benzinemotoren, later aangevuld met de 2000-versie (feitelijk 1919 cm³ om fiscale redenen). Ook beschikbaar waren dieselmotoren van 2000 en 2200 cc van Mercedes-oorsprong.

### Polski Fiat 132p

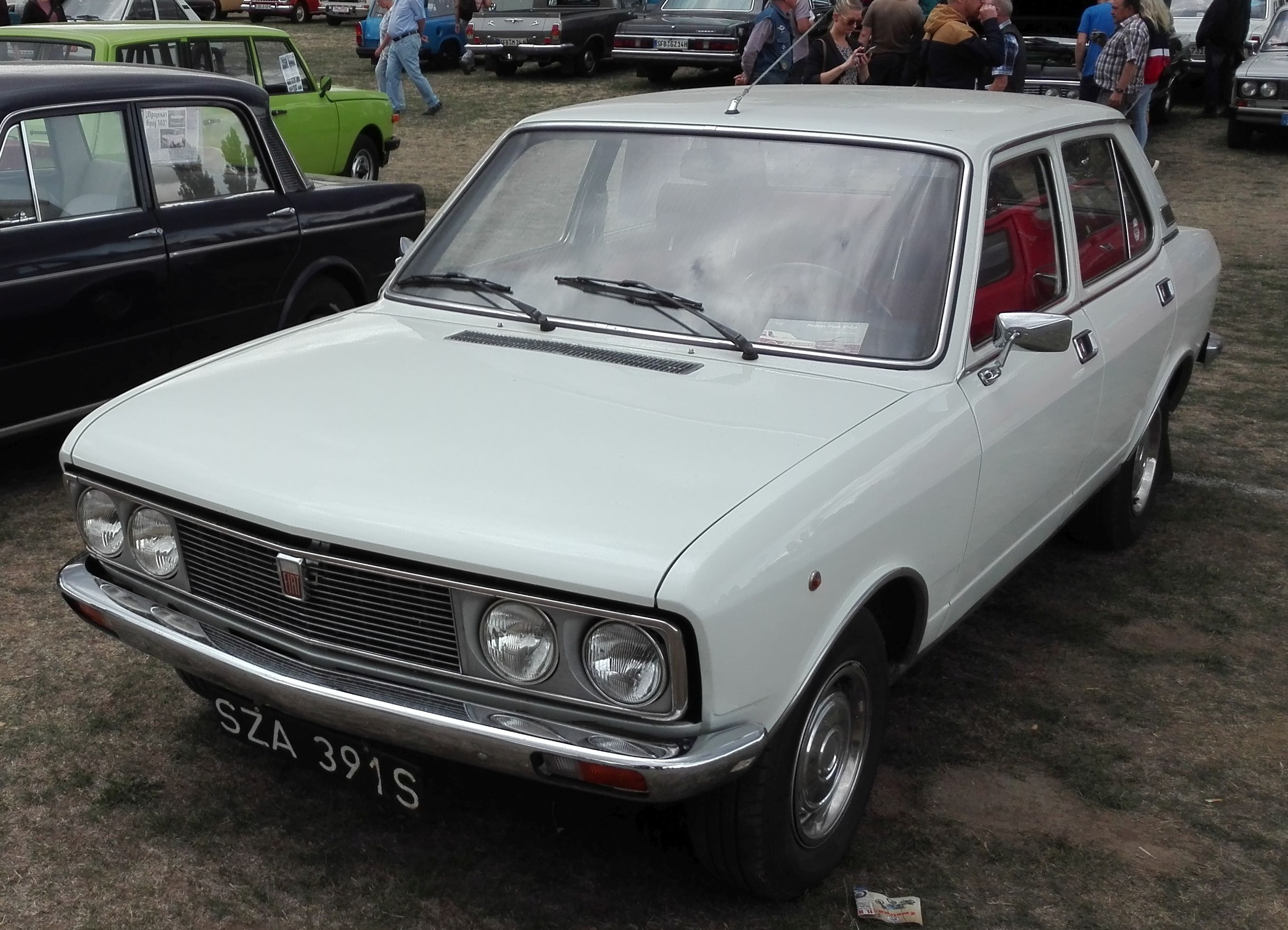
Polski Fiat 132p (1974)

In Polen werd de 132 van 1974 tot 1977 in de FSO-fabriek gemonteerd als Polski Fiat 132p en was de meest luxueuze auto die in de jaren 70 in Polen werd gebouwd. In deze periode werden circa 4.400 auto's geassembleerd en ook kant-en-klare auto's vanuit Italië geïmporteerd. Het was een soort montageproductie want FSO ontving nagenoeg complete auto's die alleen nog Poolse details zoals ruitenwissers, accu's, Stomil-banden en emblemen kregen. FSO zou later ook nog 270 Fiat Argenta's op deze manier assembleren.
De Poolse 132p was alleen voor geselecteerde klanten beschikbaar en was op twee manieren verkrijgbaar. Of door de betaling van harde valuta ter hoogte van 3.000 Amerikaanse dollar of door een tegoedbon waarmee PRL-ambtenaren verdienstelijke burgers, regeringsmedewerkers en officieren van de Poolse strijdkrachten en veiligheidsdienst beloonden. De Polski Fiat 132p was het hoogste en meest exclusieve model met de letter "p" in de naam. Met een driemaal hogere prijs dan de Polski Fiat 125p was hij slechts voor weinig klanten betaalbaar.

### Andere producenten
Kia Motors bouwde in Zuid-Korea vanaf 1979 4.759 exemplaren van de 132 op basis van CKD-kits.
In Zuid-Afrika werd de 132 in de jaren zeventig in licentie geassembleerd door Brits Engineering Industries (B.E.I.), een dochteronderneming van Alfa-Romeo, nadat Fiat zich had teruggetrokken van die markt. Na de facelift van 1977 werd de auto daar 'Elita' genoemd.
Huidige modellen: 
124 Spider ·
500 ·
500e ·
500L ·
500X ·
600 ·
Aegea ·
Argo ·
Cronos · 
Doblò · 
Ducato ·
Fiorino ·
Fullback ·
Linea ·
Palio · 
Panda · 
Punto · 
Qubo ·
Scudo · 
Siena ·
Strada ·
Tipo · 
Ulysse
Historische modellen na de Tweede Wereldoorlog: 
124 · 
125 · 
126 · 
127 · 
128 · 
130 · 
131 · 
132 · 
133 · 
147 · 
148 · 
242 ·
500 ·
600 · 
600 Multipla · 
850 · 
1100 · 
1200 · 
1300/1500 · 
1400/1900 · 
1800/2100 · 
2300 · 
Albea ·
Argenta · 
Barchetta · 
Bianchina ·
Bravo · 
Brío · 
Campagnola · 
Cinquecento · 
Coupé · 
Croma · 
Dino · 
Duna · 
Elba ·
Fiorino ·
Freemont ·
Grande Punto ·
Idea ·
Marea · 
Marengo · 
Mod 5 · 
Multipla · 
Oggi · 
Panorama · 
Penny · 
Prêmio · 
Regata · 
Ritmo · 
Sedici ·
Seicento · 
Spazio · 
Stilo ·
Talento · 
Tempra · 
Tipo · 
Turbina · 
Uno · 
Vivace · 
X1/9
Historische modellen voor de Tweede Wereldoorlog: 
1 · 
1T · 
10 HP · 
12 HP · 
24 HP · 
2B Torpedo · 
4 HP · 
501 · 
502 · 
503 · 
505/507 · 
508 · 
509 · 
510/512 · 
514 · 
515 · 
518 · 
519 · 
520 · 
521 · 
522 · 
524 · 
525 · 
527 · 
60 HP · 
70 · 
801 · 
1100 · 
1500 · 
2800 · 
Brevetti · 
Laundolet · 
Modello O · 
Tipo 2 · 
Tipo Torpedo · 
Topolino · 
Zero